# Vlado Kreslin
Vlado Kreslin (Beltinci, 29 novembre 1953) è un musicista e compositore sloveno, fino al 1991 jugoslavo.

## Biografia
Nasce nel piccolo paese di Beltinci, nella regione dell'Oltremura (Prekmurje in Sloveno), all'epoca parte della Jugoslavia. 
Comincia la sua carriera di musicista nel 1970, ancora da studente, come batterista del gruppo Apollo. Successivamente, nel 1973, suona col gruppo Band Špirit di Murska Sobota e quindi dal 1975 al 1978 con gli Horizont di Lubiana.
La svolta alla carriera per Vlado Kreslin arriva quando entra a far parte, come cantante, del gruppo rock dei Martin Krpan, coi quali suonerà dal 1983 al 1991. Da lì in poi si dedica quindi alla carriera solista e da compositore, alla riscoperta della musica folk della sua terra, l'Oltremura, con la collaborazione della Beltinška Banda (Banda di Beltinci), gruppo storico del suo paese, composto da veri e propri musicisti veterani, il cui membro più anziano, il contrabbassista Jouzek è nato nel 1905. In seguito Kreslin continua la contaminazione tra suoni rock e folk tipici della tradizione slovena e balcanica, accompagnato dalla fidata rock band dei Mali Bogovi (Piccoli dei), diventando uno degli autori più apprezzati e di maggior successo in Slovenia.
La Beltinška Banda ed i Mali Bogovi continuano ad alternarsi sul palco insieme a Vlado Kreslin durante i suoi concerti, in particolare durante il periodo natalizio quando per tre sere, da vent'anni a questa parte, deliziano i propri fan al Cankarjev Dom di Lubiana, un appuntamento ormai diventato un classico della stagione invernale della capitale slovena.
Nell'ottobre del 2010 esce il suo ultimo disco Drevored (in italiano Viale) che contiene anche una cover in sloveno del celebre brano Podmoskovnye večera (Podmoskovski večeri in sloveno) di Vasily Solovyov-Sedoi e Mikhail Matusovsky.

## Collaborazioni
Numerose le collaborazioni con artisti sloveni quali il gruppo rock Siddharta, Gal Gjurin e Severa Gjurin del gruppo Olivija e la cantante e pianista Neisha.
Celebre il trio formato con Pero Lovšin e Zoran Predin in occasione della storica qualificazione della Slovenia al Campionato Europeo di Calcio del 2000, per il quale i tre celebri cantautori composero e cantarono l'inno della Nazionale di calcio della Slovenia.
Non mancano collaborazioni anche con noti artisti internazionali del calibro dei R.E.M., Allan Taylor ed Hans Theessink.
Kreslin si è reso partecipe di altre interessanti collaborazioni con artisti dei Paesi e regioni confinanti la sua Slovenia, quali Gabriella Gabrielli, cantante dei Zuf de Žur (Friuli-Venezia Giulia), Etnoploč (Friuli-Venezia Giulia - Slovenia), Livio Morosin (Istria), Lidija Bajuk (Međimurje) ed altri artisti dell'area balcanico-mediterranea come Beppe Gambetta, Vlatko Stefanovski, Rade Šerbedžija, Vlada Divljan, Arsen Dedić, Mario Incudine, Lucilla Galeazzi ed i rifugiati bosniaci Vali. Gran parte di queste collaborazioni hanno preso forma nell'album Muzika del 1998. Nel 2015 ha collaborato con Antonella Ruggiero.

## La band
- Vlado Kreslin, voce e chitarre
- Miro Tomassini, chitarre
- Anton Feinig, tastiere, pianoforte, hammond
- Gašper Peršl, batteria
- Iztok Cergol, violino, fisarmonica, sassofono
- Luka Jerončič, basso
- Luka Ovsec, percussioni
- Samoel Budna, violino
- Andrej Sobočan, cimbalom
- Štefan Banko, sassofono, clarinetto
- Viktor Marič, fisarmonica
- Katarina Kreslin, voce
- Milan Kreslin, voce

## Discografia
- Od višine se zvrti, Martin Krpan, 1986
- Bogovi in ovce, Martin Krpan, 1990
- Namesto koga roža cveti, 1991
- Spominčice, Vlado Kreslin in Beltinška banda, 1992
- Najlepša leta našega življenja, Vlado Kreslin in Beltinška banda, 1993
- Nekega jutra, ko se zdani, Vlado Kreslin in Mali bogovi, 1994
- Pikapolonica, Vlado Kreslin, Mali bogovi in Beltinška banda, 1996
- Muzika, 1998
- The Best of Vlado Kreslin, 1999
- Ptič, 2000
- Woyzeck, 2002 (colonna sonora)
- Kreslinčice, 2002 (double CD)
- Generacija, 2003
- Koncert, 2005 (live CD and DVD)
- Cesta, 2007
- Drevored 2010

## Filmografia

### Attore
- Nekdo drug, 1989
- Halgato, 1994

### Colonna sonora
- Geniji ali genijalci, 1983
- Ljubezni Blanke Kolak, 1986
- Čisto pravi gusar, 1986
- Korak čez, (Martin Krpan), 1987
- Halgato, 1994
- Poredušov Janoš, 1998
- Ljubezen, traktor in rokenrol, 2006

## Libri
- Namesto koga roža cveti / Sonček je in ti si skuštrana, Vlado Kreslin e Zoran Predin, 1991
- Besedila pesmi, Vlado Kreslin e Zoran Predin, 1999
- Pesmarica, 1999
- Vriskanje in jok, 2003
- Venci - Povest o Beltinški bandi, collezione di poesie e DVD, 2006

## Teatro
- Rocky Horror Picture show, nel ruolo di Riff Raff, 1988
- Jermanovo seme, nel ruolo di sé stesso, 1993
- Faust TV, nel ruolo di Faust, 1996
- Woyzeck, colonna sonora, 2002